# Стільниковий мед

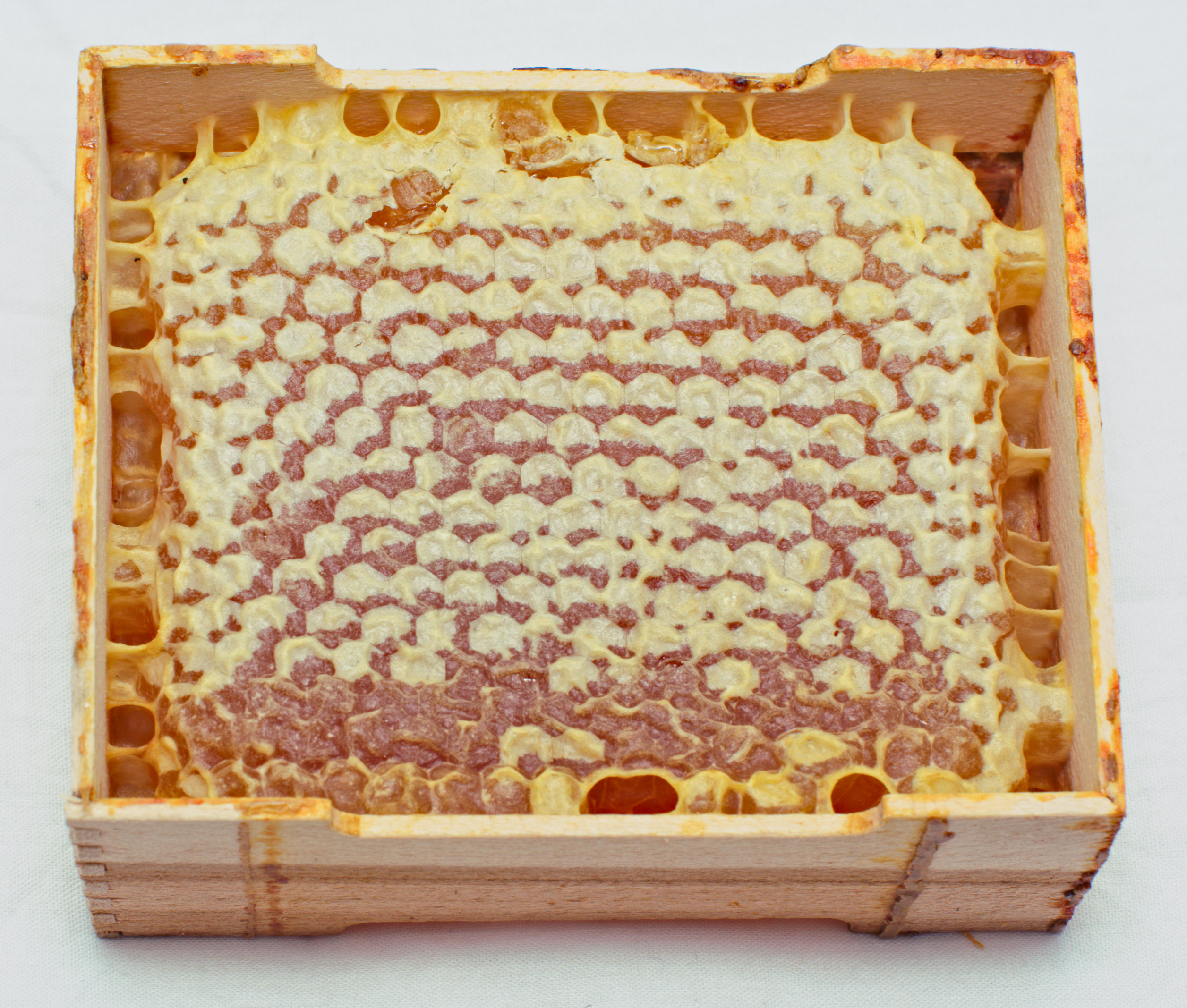
Стільниковий мед у спеціальній дерев'яній секції

Стільниковий мед — призначений для споживання мед, який міститься в природних воскових комірках гексагональної форми, стільниках. Його споживають у такому вигляді, у якому його виготовляють бджоли, без сторонньої обробки, фільтрування чи інших маніпуляцій.
Перед винайденням медогонки майже весь мед споживався (власне, як і виготовлявся) у вигляді стільникового. У наші часи більшість меду, що пропонується до споживання - це відігнаний зі стільників, але стільниковий мед залишається достатньо популярним серед споживачів. Поширеним нині є варіанти рамок, запакованих в упаковку. Стільникові рамки можуть вироблятися у вигляді спеціальних дерев'яних секціях трикутної, квадратної або інших форм, які розміщують всередині гніздових або магазинних рамок, у дрібних рамках всередині пристосованих корпусів, або в спеціальних рамках Росс Раунд. Також стільниковий мед реалізовується у вигляді нарізаних шматочків стільників. Щоб вони виглядали привабливо для покупців, їх поміщають у прозорий (скляний) посуд, а оскільки у процесі транспортування вони можуть м'ятися й руйнуватися, для забезпечення їхньої цілісності заливають відкачаним рідким медом того ж виду, що й у сотах, або медом з інших рослин, якщо він світлий і довго не кристалізується.
Виробництво стільникового меду потребує значно більшої уважності при роботі з бджолами та більших професійних навичок. Але це може зацікавити як пасічників-любителів, так і бджолярів, для яких пасіка - це додатковий прибуток. Отримувати стільниковий мед краще в регіонах із тривалим інтенсивним цвітінням медоносів. Такі як буркун, люцерна та інші (у США, наприклад евкаліпт), з яких отримують світлий мед. Лісові місцевості менш придатні для виробництва стільникового меду, оскільки бджоли більш схильні збирати та відкладати прополіс на товарних рамках, що знижує їхню привабливість. Цю проблему певною мірою можна обійти, якщо використовувати спеціальні системи виробництва стільникового меду, наприклад рамки Росс Раунд, які унеможливлюють відкладання прополісу на товарних рамках.

## Роботи у вулику
Сильна бджолина сім'я перед початком цвітіння медоносів має займати цілий корпус, тоді їй додають один або більше магазинних (стільникових) корпусів коли бджоли почнуть приносити свіжий нектар. Успішне виробництво стільникового меду потребує достатньо щільного заселення вулика, але без ройового настрою. Молоді продуктивні матки сприяють достатньо швидкому нарощуванні бджіл без розвитку ройового настрою у вулику. Найкраще використовувати бджіл із сухою печаткою меду (бджоли залишають повітряний проміжок між поверхнею меду та восковою кришечкою), який значно привабливіший для покупців.

## Галерея

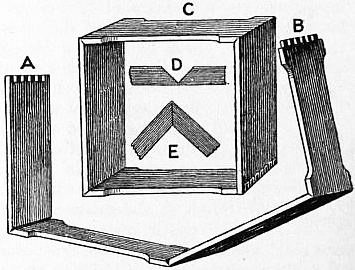
Конструкція дерев'яної секції для стільникового меду (зображення із Британіки, 1911 року випуску)
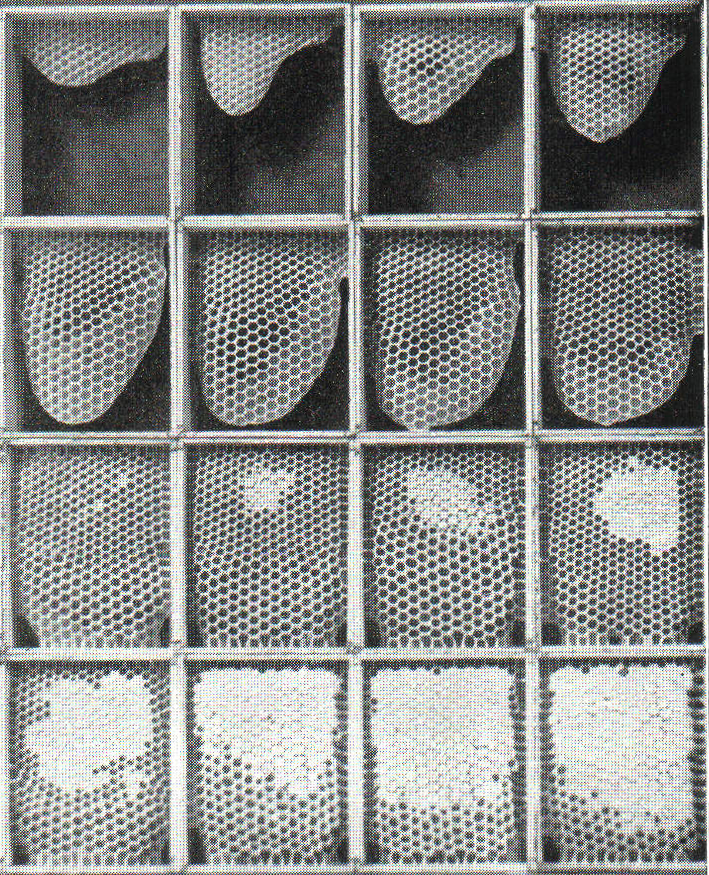
Процес від будівництва до запечатування стільників бджолами
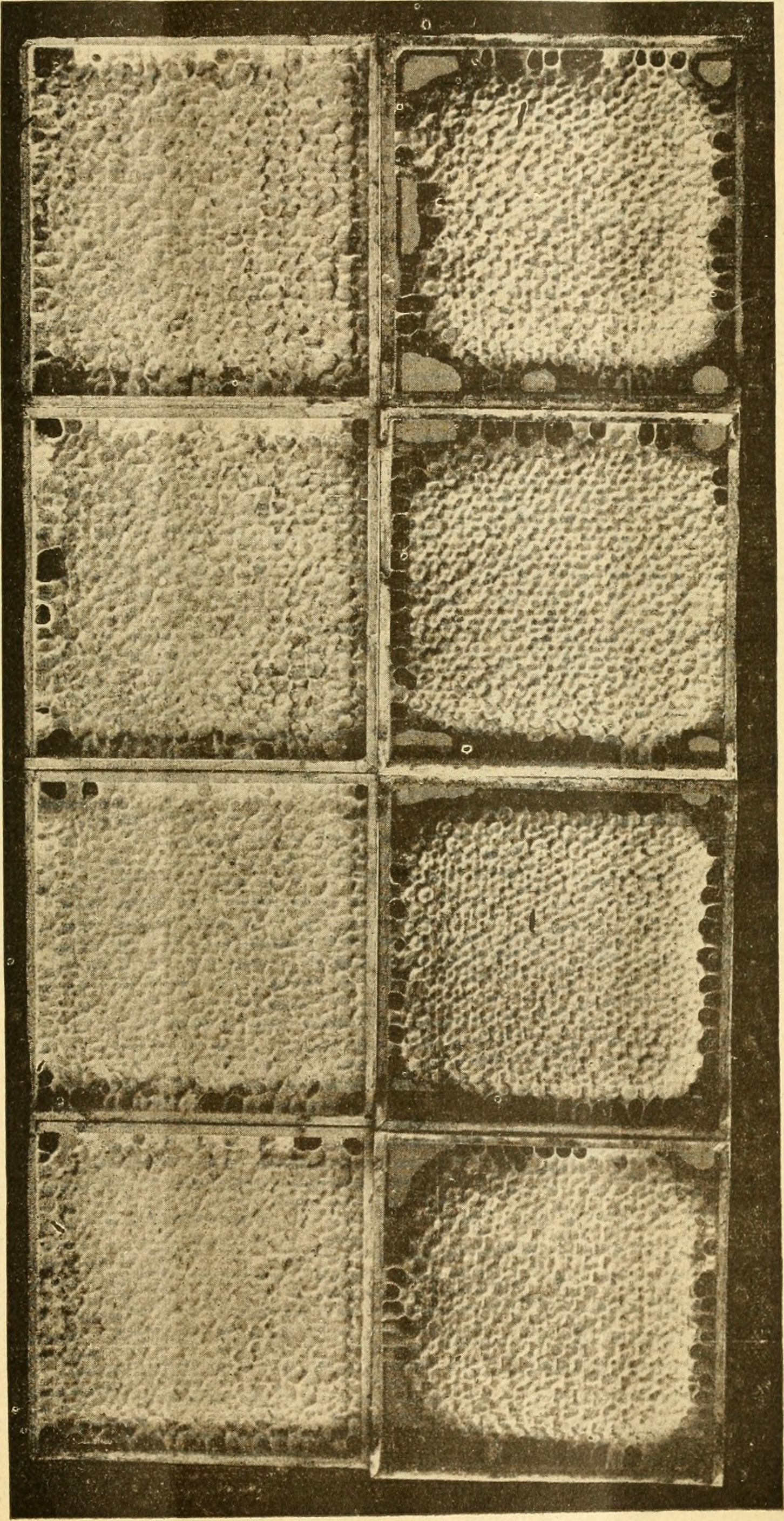
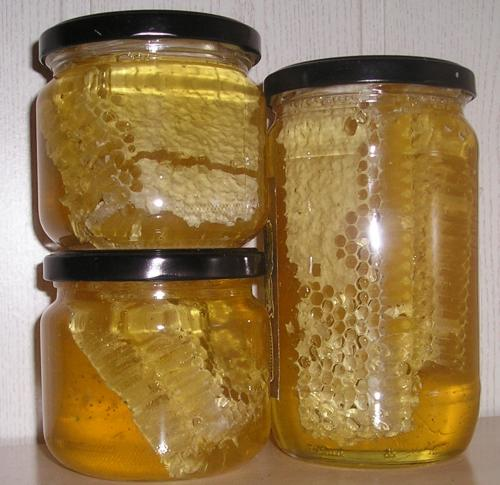
Шматочки стільників залиті рідким медом
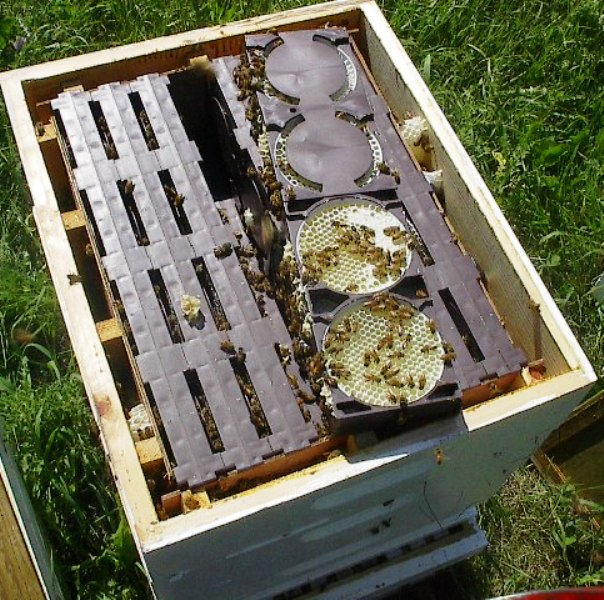
Вулик із корпусом для стільників Росс Раунд, показано кілька рамок
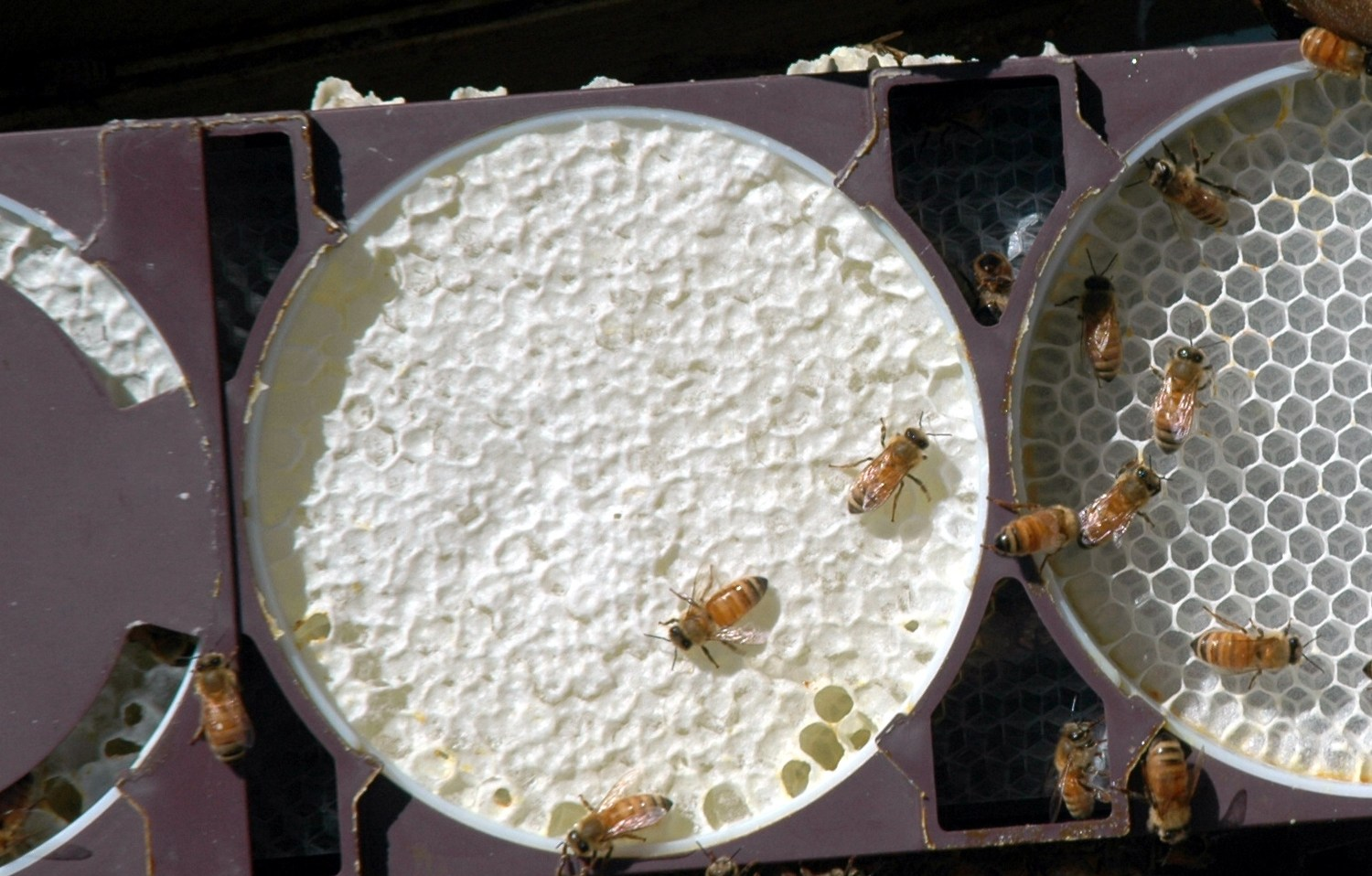
Виробництво стільникового меду за допомогою обладнання Росс Раунд: центральний стільник залитий і запакований бджолами, праворуч - в процесі.